# Фауста (жена Констанса II)
Фауста (умрла после 668.) је била византијска царица (642-668), супруга Констанса II. Била је ћерка генерала Валентина.

## Биографија

### Породица
Фауста је била ћерка Валентина, генерала јерменског порекла, који се сматра потомком Аршакуна. Валентин је ушао у историјске изворе као помоћник Филагрија, сакеларија (благајника) цара Ираклија. Ираклије је умро 11. фебруара 641. године. Последњом вољом оставио је престо својој двојици синова, који су требали владари као савладари. Први син био је Константин III, једини познати Ираклијев син са првом супругом Евдокијом. Други Ираклијев син звао се Ираклон, најстарији син друге Ираклијеве супруге Мартине. Мартина је требала задржати титулу августе и тиме задржати и свој утицај на византијском двору. 
У тренутку очеве смрти, Константин је био довољно одрастао како би самостално могао владати. Тада је имао око 29 година. Међутим, већ је боловао од туберкулозе. Биле су велике шансе да неће живети дуго, те да ће Ираклон остати једини цар. Међутим, Константин је предузео кораке да обезбеди оданост византијске војске. Његов отац поверио је патријарху Пиру I Цариградском управу фонда фонда за Мартину. Константин је запленио фонд и искористио га да повећа пролећну плату војсци и да им додели знатне донације, процењене на око два милиона златника. 
Валентин је постављен за команданта источних дивизија византијске војске отприлике у исто време. Опсег његове стварне надлежности био је још већи, због текућег рата са Омејадским калифатом, под Омаром. Константин га је именовао на ту функцију, те му је Валентин остао одан. 

### Брак
Константин је умро између априла и маја 641. године, после владавине од свега три или четири месеца. Ираклон је, према тестаменту свог оца, постао први цар и стављен је под регентство Мартине. Међутим, Константинове присталице у војсци шириле су гласине да је њихов цар отрован. Валентин је преузео контролу над трупама у Анадолији и пре него што је започео устанак под вођством Констанса II, најстаријег преживелог сина Константина III. Дечак је имао свега једанаест година, али су га војници прогласили јединим наследником оца. Валентин је марширао на Халкедон и тако поставио табор директно насупрот Цариграду. 
Побуна анадолијских снага убрзо је резултирала побуном унутар самог града. Обе побуне имале су исти циљ - постављање Констанса II на византијски престо. Мартина је морала да пристане на уступке. Констанс II је проглашен савладарем, а њен савезник, патријарх Пир, присиљен је да поднесе оставку. Заменио га је цариградски патријарх Павле II, што је био прихватљив избор за побуњенике. Валентину је понуђена титула команданта Ескубитора, те је на тај начин добио велику моћ на самом византијском двору. 
Сви уступци, међутим, били су узалудни. Септембра 641. године Валентин је ушао у град. Ираклон и Мартина су свргнути и осакаћени. Ираклону је одсечен нос, а Мартини језик. Обоје су протерани на Родос. Констанс II је остао једини цар, а убрзо је верен за Фаусту. Брак је закључен 642. године. Према хроници Јована Никијевог, Валентин је покушао да постане савладар, а његова аргументација била је да је потребан одрасли владар за борбу против калифа Омара. Становништво је, међутим, устало у одбрану Констанса, те је Валентин морао да се повуче и задовољи се командом византијске војске. Његов други покушај да се домогне престола 644. године, такође је резултирао побуном. Теофан Исповедник извештава да је овај други покушај Валентина коштао живота. 

### Царица
Први познати син Фаусте и Констанса био је Константин IV. Он је рођен око 652. године, десет година након закључења брака његових родитеља. Проглашен је савладаром када је имао свега две године, 654. године. Позната су и два млађа сина царице Фаусте: Ираклије и Тиберије, јер су и они 659. године проглашени царевима. Констанс II је 661. године напустио Цариград и отишао у Сиракузу, коју је одредио за своју сталну резиденцију. Константин IV, Тиберије и Ираклије остали су у главном граду. Где је боравила Фауста, није познато. 
Дана 15. септембра 668. године извршен је атентат на Констанса II. Извршио га је коморник цара у купатилу. Фауста је вероватно надживела свог мужа. Константин IV се домогао престола, са својом браћом као савладарима. Константин је свргао Тиберија и Ираклија 681. године. Фауста је тада и даље могла бити жива. Константин Порфирогенит у свом спису De Ceremoniis помиње Фаустин гроб, али не и годину њене смрти.